# Seznam utkání Chomutova v play off české hokejové extraligy
Toto je seznam zápasů Chomutova v play off české hokejové extraligy .

## Chomutov
| Chomutov versus  | S | Předkolo          | Čtvrtfinále       | Semifinále        | Finále | V  | P  |
| ---------------- | - | ----------------- | ----------------- | ----------------- | ------ | -- | -- |
| Třinec           | 1 |                   | 2016/2017 (4 : 2) |                   |        | 4  | 2  |
| Hradec Králové   | 0 |                   |                   |                   |        | 0  | 0  |
| Brno             | 1 | 2015/2016 (3 : 1) |                   |                   |        | 3  | 1  |
| Liberec          | 2 |                   | 2015/2016 (0 : 4) | 2016/2017 (2 : 4) |        | 2  | 8  |
| Litvínov         | 0 |                   |                   |                   |        | 0  | 0  |
| Mladá Boleslav   | 1 | 2016/2017 (3 : 2) |                   |                   |        | 3  | 2  |
| Olomouc          | 0 |                   |                   |                   |        | 0  | 0  |
| Pardubice        | 0 |                   |                   |                   |        | 0  | 0  |
| Plzeň            | 0 |                   |                   |                   |        | 0  | 0  |
| Sparta Praha     | 0 |                   |                   |                   |        | 0  | 0  |
| Vítkovice        | 0 |                   |                   |                   |        | 0  | 0  |
| Zlín             | 0 |                   |                   |                   |        | 0  | 0  |
| Jihlava          | 0 |                   |                   |                   |        | 0  | 0  |
| České Budějovice | 0 |                   |                   |                   |        | 0  | 0  |
| Karlovy Vary     | 0 |                   |                   |                   |        | 0  | 0  |
| Kladno           | 0 |                   |                   |                   |        | 0  | 0  |
| Slavia Praha     | 0 |                   |                   |                   |        | 0  | 0  |
| Vsetín           | 0 |                   |                   |                   |        | 0  | 0  |
| Znojmo           | 0 |                   |                   |                   |        | 0  | 0  |
| Celkem           | 5 |                   |                   |                   |        | 12 | 13 |

## Chomutov - Liberec
| Číslo | Sezona    | Utkání      | Domácí   | Výsledek        | Hosté    | Třetiny         |
| --- | --------- | ----------- | -------- | --------------- | -------- | --------------- |
| 01. | 2015/2016 | čtvrtfinále | Liberec  | 4 : 1 Report    | Chomutov | (1:0, 0:1, 3:0) |
| Branky Chomutova 35:23 Michal Vondrka                                                                                           |           |             |          |                 |          |                 |
| 02. | 2015/2016 | čtvrtfinále | Liberec  | 4 : 1 Report    | Chomutov | (0:1, 2:0, 2:0) |
| Branky Chomutova 19:33 Brett Skinner                                                                                            |           |             |          |                 |          |                 |
| 03. | 2015/2016 | čtvrtfinále | Chomutov | 1 : 3 Report    | Liberec  | (1:0, 0:1, 0:2) |
| Branky Chomutova 04:05 Vladimír Růžička                                                                                         |           |             |          |                 |          |                 |
| 04. | 2015/2016 | čtvrtfinále | Chomutov | 2 : 7 Report    | Liberec  | (0:3, 1:2, 1:2) |
| Branky Chomutova 34:57 Jan Rutta, 41:20 Adam Jánošík                                                                            |           |             |          |                 |          |                 |
| |           |             |          |                 |          |                 |
| 05. | 2016/2017 | semifinále  | Liberec  | 4 : 1 Report    | Chomutov | (1:0, 1:0, 2:1) |
| Branky Chomutova 50:45 Petr Koblasa                                                                                             |           |             |          |                 |          |                 |
| 06. | 2016/2017 | semifinále  | Liberec  | 4 : 3 PP Report | Chomutov | (1:0, 2:1, 0:2) |
| Branky Chomutova 36:26 Michal Vondrka, 48:48 Juraj Valach, 51:29 David Kampf                                                    |           |             |          |                 |          |                 |
| 07. | 2016/2017 | semifinále  | Chomutov | 2 : 0 Report    | Liberec  | (0:0, 0:0, 2:0) |
| Branky Chomutova 48:19 Michal Vondrka, 49:55 Ivan Huml                                                                          |           |             |          |                 |          |                 |
| 08. | 2016/2017 | semifinále  | Chomutov | 5 : 3 Report    | Liberec  | (0:1, 2:0, 3:2) |
| Branky Chomutova 23:25 David Kaše, hetrick 35:41 Michal Vondrka, 44:15 Juraj Valach, 58:25 Michal Vondrka, 59:16 Michal Vondrka |           |             |          |                 |          |                 |
| 09. | 2016/2017 | semifinále  | Liberec  | 2 : 1 Report    | Chomutov | (1:1, 1:0, 0:0) |
| Branky Chomutova 08:07 Vladimír Růžička                                                                                         |           |             |          |                 |          |                 |
| 10. | 2016/2017 | semifinále  | Chomutov | 0 : 4 Report    | Liberec  | (0:1, 0:0, 0:3) |
| Branky Chomutova nikdo |           |             |          |                 |          |                 |
| |           |             |          |                 |          |                 |
| Chomutov 2x utkání vyhrál, 8x utkání prohrál Chomutov 0x sérii vyhrál, 2x sérii prohrál                                         |           |             |          |                 |          |                 |

## Chomutov - Brno
| Číslo                                                                                              | Sezona    | Utkání   | Domácí   | Výsledek        | Hosté    | Třetiny         |
| -------------------------------------------------------------------------------------------------- | --------- | -------- | -------- | --------------- | -------- | --------------- |
| 01.                                                                                                | 2015/2016 | předkolo | Chomutov | 2 : 1 PP Report | Brno     | (0:1, 0:0, 1:0) |
| Branky Chomutova 49:22 Brett Skinner, v prodloužení 62:13 Brett Skinner                            |           |          |          |                 |          |                 |
| 02.                                                                                                | 2015/2016 | předkolo | Chomutov | 2 : 0 Report    | Brno     | (1:0, 1:0, 0:0) |
| Branky Chomutova 14:12 Roman Červenka                                                              |           |          |          |                 |          |                 |
| 03.                                                                                                | 2015/2016 | předkolo | Brno     | 3 : 2 Report    | Chomutov | (0:0, 1:1, 2:1) |
| Branky Chomutova 20:57 Marek Račuk, 50:19 David Kaše                                               |           |          |          |                 |          |                 |
| 04.                                                                                                | 2015/2016 | předkolo | Brno     | 3 : 4 Report    | Chomutov | (2:2, 0:1, 1:1) |
| Branky Chomutova 06:32 Jakub Chrpa, 16:57 Roman Červenka, 25:03 David Květoň, 55:36 Roman Červenka |           |          |          |                 |          |                 |
| |           |          |          |                 |          |                 |
| Chomutov 3x utkání vyhrál, 1x utkání prohrál Chomutov 1x sérii vyhrál, 0x sérii prohrál            |           |          |          |                 |          |                 |

## Chomutov - Mladá Boleslav
| Číslo | Sezona    | Utkání   | Domácí         | Výsledek     | Hosté          | Třetiny         |
| --- | --------- | -------- | -------------- | ------------ | -------------- | --------------- |
| 01. | 2016/2017 | předkolo | Chomutov       | 1 : 7 Report | Mladá Boleslav | (0:4, 1:3, 0:0) |
| Branky Chomutova 24:38 Jaroslav Mrázek                                                                                               |           |          |                |              |                |                 |
| 02. | 2016/2017 | předkolo | Chomutov       | 1 : 6 Report | Mladá Boleslav | (0:1, 0:4, 1:1) |
| Branky Chomutova 49:40 Marek Tomica                                                                                                  |           |          |                |              |                |                 |
| 03. | 2016/2017 | předkolo | Mladá Boleslav | 1 : 5 Report | Chomutov       | (0:3, 1:1, 0:1) |
| Branky Chomutova 09:40 Michal Vondrka, 14:17 Dávid Skokan, 15:04 Michal Vondrka, 39:23 Michal Poletín, 46:01 Ivan Huml               |           |          |                |              |                |                 |
| 04. | 2016/2017 | předkolo | Mladá Boleslav | 1 : 2 Report | Chomutov       | (1:0, 0:2, 0:0) |
| Branky Chomutova 26:32 Juraj Valach, 39:59 Michal Vondrka                                                                            |           |          |                |              |                |                 |
| 05. | 2016/2017 | předkolo | Chomutov       | 6 : 1 Report | Mladá Boleslav | (2:0, 4:0, 0:1) |
| Branky Chomutova 01:31 Ivan Huml, 08:45 Ivan Huml, 23:49 Brett Flemming, 27:24 Vladimír Růžička, 32:01 David Kampf, 36:07 David Kaše |           |          |                |              |                |                 |
| |           |          |                |              |                |                 |
| Chomutov 3x utkání vyhrál, 2x utkání prohrál Chomutov 1x sérii vyhrál, 0x sérii prohrál                                              |           |          |                |              |                |                 |

## Chomutov - Třinec
| Číslo | Sezona    | Utkání      | Domácí   | Výsledek         | Hosté    | Třetiny           |
| --- | --------- | ----------- | -------- | ---------------- | -------- | ----------------- |
| 01. | 2016/2017 | čtvrtfinále | Třinec   | 0 : 2 Report     | Chomutov | (0:1 , 0:1 , 0:0) |
| Branky Chomutova 15:03 Michal Vondrka, 24:27 Michal Poletín                                                           |           |             |          |                  |          |                   |
| 02. | 2016/2017 | čtvrtfinále | Třinec   | 3 : 4 PP Report  | Chomutov | (0:1 , 3:2 , 0:0) |
| Branky Chomutova 18:07 Petr Koblasa, 32:17 Dávid Skokan, 38:45 Ivan Huml, v prodloužení 76:12 Vladimír Růžička        |           |             |          |                  |          |                   |
| 03. | 2016/2017 | čtvrtfinále | Chomutov | 2 : 3 PP Report  | Třinec   | (0:0 , 2:1 , 0:1) |
| Branky Chomutova 31:53 Michal Vondrka, 32:43 Dávid Skokan                                                             |           |             |          |                  |          |                   |
| 04. | 2016/2017 | čtvrtfinále | Chomutov | 2 : 1 PP Report  | Třinec   | (0:0 , 1:1 , 1:0) |
| Branky Chomutova 33:06 Jan Rutta, v prodloužení 79:13 Juraj Valach                                                    |           |             |          |                  |          |                   |
| 05. | 2016/2017 | čtvrtfinále | Třinec   | 3 : 2 PP2 Report | Chomutov | (1:0 , 1:1 , 0:1) |
| Branky Chomutova 30:08 Juraj Valach, 47:08 David Kampf                                                                |           |             |          |                  |          |                   |
| 06. | 2016/2017 | čtvrtfinále | Chomutov | 5 : 3 Report     | Třinec   | (1:3 , 2:0 , 2:0) |
| Branky Chomutova 11:51 Dávid Skokan, 28:59 Jaroslav Mrázek, 39:49 Dávid Skokan, 43:01 Michal Poletín, 58:42 Jan Rutta |           |             |          |                  |          |                   |
| |           |             |          |                  |          |                   |
| Chomutov 4x utkání vyhrál, 2x utkání prohrál Chomutov 1x sérii vyhrál, 0x sérii prohrál                               |           |             |          |                  |          |                   |